# Bernard Ambrožič
Bernard Ambrožič, slovenski rimskokatoliški duhovnik, urednik, književnik in pastoralni delavec, * 20. april 1892 Gabrje, † 23. oktober 1973, Sydney.

## Življenjepis
Ambrožič je kot frančiškan študiral teologijo v Ljubljani in bil leta 1915 posvečen. Najprej je  služboval v Mariboru kot katehet, nato je mesto kateheta prevzel na »redovni gimnaziji« v Kamniku in istočasno študiral na Filozofski fakulteti v Ljubljani. Od leta 1925 do 1955 je deloval v ZDA, kjer je med drugim v Lemontu blizu Chicaga ustanovil središče slovenskih frančiškanov. Leta 1945 je organiziral pomoč slovenskim rojakom in po letu 1948 našim emigrantom v ZDA. Leta 1955 se je kot pastoralni delavec pridružil slovenskim izseljencem v Avstraliji. Že leta 1929 je v ZDA ustanovil Baragovo zavezo, katere osnovni namen je bila beatifikacija škofa Friderika Barage, v Avstraliji pa je z istim namenom izdajal Baragov svetilnik.

## Literarno delo
Ambrožič je leta 1921 v Ljubljani stanovil mladinski list Orlič in vanj do 1925 pisal črtice in pesmi. Med bivanjem v ZDA je objavljal, zlasti povesti, v listu Ave Marija (list je izhajal v Lemontu). Svoj življenjepis je opisal v delu Ali k frančiškanom ali v Ameriko in ga objavljal v avstralskem mesečniku Misli katerega je tudi sam urejal.